# Hetsjakt i sol
Hetsjakt i sol (engelska: The High Bright Sun) är en brittisk krigsfilm från 1964 i regi av Ralph Thomas. 
Filmen är baserad på Ian Stuart Blacks roman med samma namn.

## Handling
På Cypern under revolten i slutet av 1950-talet råkar en ung student upptäcka en EOKA-ledares gömställe. Gerillan försöker mörda henna innan hon hinner meddela myndigheterna.

## Rollista i urval
- Dirk Bogarde - major McGuire
- George Chakiris - Haghios
- Susan Strasberg - Juno Kozani
- Denholm Elliott - Baker
- Grégoire Aslan - Skyros
- Colin Campbell - Emile
- Joseph Fürst - doktor Andros
- Nigel Stock - överste Park